# 穆尼弗拉特 (加利福尼亞州)
穆尼弗拉特（英語：Mooney Flat）是位於美國加利福尼亞州內華達縣的一個非建制地區。該地的面積和人口皆未知。

## 地理
穆尼弗拉特的座標為39°12′56″N 121°16′28″W / 39.21556°N 121.27444°W，而該地的平均海拔高度為226米（即741英尺）。